# Subria solomona
Subria solomona är en insektsart som beskrevs av Willemse, C. 1966. Subria solomona ingår i släktet Subria och familjen vårtbitare. Inga underarter finns listade i Catalogue of Life.